# Villingen-Schwenningen
Villingen-Schwenningen (izgovor [▶]) je grad u Schwarzwaldu, u pokrajini Baden-Württemberg, 100 km od Stuttgarta. Grad ima 81.417 stanovnika (2007.).

## Povijest
U srednjem vijeku Villingen je bio grad pod austrijskim gospodstvom. Tijekom protestantske reformacije ostao je katolički. Villingen je našao u centru međunarodne pažnje kada ga je 17. srpnja 1704. opsjedao francuski maršal Camille d'Hostun, vojvoda de Tallard. Pukovnik Von Wilstorff snažno je obranio zastarjele utvrde i nakon šest dana prekinio opsadu.
Schwenningen je ostao selo sve do 19. stoljeća. Godine 1858. osnovana je prva tvornica satova, a izrada satova i precizna mehanika od tada su važne industrije. Grad je svojedobno sebe nazvao "najvećim gradom satova na svijetu", a Kienzle Uhren je osnovao urarsku tvrtku 1822. godine, koja je oatala u gradu sve do preseljenja u Hamburg 2002. Muzej satova slavi gradsku satnicu i povijest satova.
Kao dio teritorijalne reforme Baden-Württemberga iz 1972. godine, Villingen i Schwenningen spojeni su s nizom okolnih sela da bi se formirao grad Villingen-Schwenningen. Unatoč tome, dvije polovice grada odvojene su platoom i ostaju odvojeni. Villingen je bivši dio Badena, dok je Schwenningen bivši dio Württemberga.

## Geografija
Villingen-Schwenningen leži na istočnom rubu Schwarzwalda oko 700 m nadmorske visine. Izvor rijeke Neckar nalazi se u Schwenningenu (Schwenninger Moos), dok Villingen prelazi rijeka Brigach, duži jedan od dva toka Dunava.

## Poznate osobe
Ovdje ulaze osobe koje su rođene i/ili su djelovale u Villingen-Schwenningenu.

### Političari
- Erwin Teufel (*1939.), političar (CDU)

### Športaši
- Robert Prosinečki (* 1969.), nogometaš
- Ivana Brkljačić (* 1983.), bacačica kladiva

## Vanjske poveznice
- Službena stranica

### Ostali projekti
|  | Zajednički poslužitelj ima još gradiva o temi Villingen-Schwenningen |